# Ley de reforma previsional
La Ley de reforma previsional es una ley chilena que creó un sistema de pensiones solidarias de vejez e invalidez, llamado «pilar solidario»—, el cual, es complementario del sistema de pensiones a que se refiere el decreto ley 3500 de 1980, este pilar solidario otorga beneficios de pensiones básicas solidarias de vejez e invalidez y aportes previsionales solidarios de vejez e invalidez. 
Fue promulgada el 11 de marzo de 2008 por la presidenta Michelle Bachelet, y publicada en el Diario Oficial el 17 de marzo del mismo año. Entró en vigencia el 1 de julio de 2008, aunque algunas modificaciones legales que introdujo comenzaron a regir el 1 de julio de 2009, y el 1 de julio de 2012, La ley de reforma previsional ha sido objeto de modificaciones parciales en 2009, 2010 y 2011.

## Antecedentes
En Chile la estructura, principios y bases del actual sistema previsional se presentan como una revolución respecto de los regímenes que existían en forma exclusiva hasta el año 1980. Las innovaciones que el D.L. N° 3500  introdujo al régimen de pensiones, constituyen una de las reformas más trascendentes de las que se han implementado en el ámbito social durante los últimos 32 años, las cuales se han traducido en una reforma completa en materia previsional, reemplazando el antiguo régimen de reparto por un sistema basado en la capitalización individual de los fondos, en el que la afiliación es la relación Jurídica entre el Trabajador y el Sistema de Pensiones de Vejez, Invalidez y Sobrevivencia que origina los derechos y obligaciones que el D.L N° 3500 establece, en especial el derecho a las prestaciones y la obligación de cotización.
Esta transformación radical se materializó a partir del 1 de mayo de 1981, fecha de entrada en vigencia de D.L N° 3500 de 1980, que estableció en Chile el Régimen de Previsión Social derivado de la Capitalización Individual efectuada y administrada por organismos privados denominados Administradoras de Fondos de Pensiones cuyo objeto único y exclusivo es el de administrar los fondos de pensiones, otorgar y administrar los beneficios y prestaciones establecidos en el referido cuerpo legal, la naturaleza jurídica de estos organismos corresponde a Sociedades Anónimas Especiales que se constituyen de conformidad a los artículos 130,131 y 132 de la Ley N° 18.046 sobre Sociedades Anónimas, cuya autorización de existencia la otorgaba la Superintendencia de Administradoras de Fondos de Pensiones, que era el Organismo Fiscalizador, creado por el mismo D.L N° 3500 como la autoridad técnica de supervigilancia y control de estas entidades, en la actualidad esta función es de cargo de la Superintendencia de Pensiones tras la implantación de la reforma previsional, y cuyas funciones, básicamente, comprenden los órdenes financieros, actuarial, administrativo y jurídico.

## Transición a un sistema integrado de seguridad social
Chile, influido por los acontecimientos sociales que en su época convulsionaron a Europa, es uno de los primeros países latinoamericanos en implantar un sistema general y obligatorio de Seguridad Social, circunstancia que lo convierte, también, en el primero en sentir los efectos de los desequilibrios provocados por una estructura inorgánica y dispendiosa de instituciones y beneficios, consecuencia de un modelo de desarrollo que privilegiaba, al menos en lo formal, el avance social antes que el crecimiento económico
La más antigua forma de protección, la beneficencia, está en Chile estrechamente vinculada a los programas de caridad y ayuda realizados a través de organizaciones particulares –generalmente de orientación cristiana– con financiamiento propio, siendo sus fundamentos esencialmente éticos. El posterior reemplazo de estas organizaciones por instituciones estatales significó, por una parte, cambiar su financiamiento sobre la base de erogaciones particulares por subvenciones fiscales y, por otra, sustituir su fundamento ético por uno jurídico, lo que permitió ampliar la labor social, regular el otorgamiento de las prestaciones y extender su acción hacia la asistencia social.
Los seguros sociales que nacen como consecuencia de la revolución industrial del siglo XIX, surge el derecho a determinadas prestaciones, que si bien inicialmente se concentran en el trabajador, más tarde se extienden a la familia. La relación laboral entre el trabajador y su empleador produjo que el financiamiento de estos seguros tuviera como base la contribución directa de ambos, incorporándose en épocas posteriores la participación del Estado.
En Chile, los acontecimientos sociales y políticos ocurridos durante la primera administración de Arturo Alessandri Palma, entre 1920 y 1924, dieron origen a la promulgación de las llamadas “leyes sociales”, destinadas a otorgar mayor protección a los trabajadores. Algunas de estas leyes fueron la N.º 4.054, sobre seguro obrero obligatorio; la N.º 4.055, sobre accidentes del trabajo; y la N.º 4.059 que estableció un régimen de retiro para los empleados particulares.
En este período ocurre, también, un hecho trascendente relacionado con el reconocimiento jurídico de la protección social. La Constitución Política de 1925, en su artículo 10º, garantiza: “la protección al trabajo, a la industria y a las obras de previsión social, especialmente en cuanto se refiere a la habitación sana y a las condiciones de un mínimo de bienestar, adecuado a la satisfacción de sus necesidades personales y a las de su familia”, agregando que “es deber del Estado velar por la salud pública y el bienestar higiénico del país”.
En 1960, por especial encargo del Presidente de la época, Jorge Alessandri Rodríguez, se constituye la Comisión de Estudios de la Seguridad Social que, bajo la dirección de Jorge Prat Echaurren, procede a elaborar un diagnóstico de los diferentes regímenes e instituciones. El resultado de este, terminado en 1964, es concluyente al señalar que el sistema previsional a esas alturas estaba "condenado a desplomarse por injusto, por oligárquico, por discriminatorio y por ser ineficazmente oneroso, tanto para los ganadores de sueldos o salarios como para la producción nacional."[cita requerida]
Respecto a contingencias sociales, el sistema llegó a cubrir todas aquellas que la doctrina y los organismos internacionales reconocían, otorgando prestaciones por enfermedad, maternidad, invalidez, vejez, antigüedad, muerte, supervivencia, desempleo, accidentes del trabajo y enfermedades profesionales, como también prestaciones familiares, pensiones asistenciales y financiamiento de programas habitacionales.
En materia de financiamiento habría que señalar que los ingresos de la previsión social provenían no sólo de contribuciones de los afiliados, empleadores y Estado, sino que, además, de la propia comunidad, a través de impuestos específicos. Esta situación –como consecuencia de la multiplicidad de regímenes– daba lugar a más de 50 combinaciones de tasas y límites imponibles que en nada contribuían a una distribución equitativa de la carga impositiva. Uno de los aspectos del sistema que mejor refleja el estado crítico al que este había llegado en lo financiero, era el nivel de las tasas de cotización que debían soportar trabajadores y empresarios. Este alcanzaba en conjunto el 50% de las remuneraciones, incidiendo directamente en el costo del recurso humano.
En 1974 se inicia un proceso dirigido, en su primera fase, a racionalizar algunos regímenes, uniformando prestaciones y buscándoles financiamiento que redujeran al mínimo sus efectos sociales y económicos negativos.[cita requerida]

### Modernización del sistema
Un modelo renovado de Seguridad Social se empieza a difundir entre los sectores laborales y empresariales, a través del documento denominado, “Estatuto Fundamental de Principios y Bases del Nuevo Sistema de Seguridad Social”. Este documento configura un sistema en que la obligación del Estado de ofrecer una Seguridad Social integral a sus habitantes se vincula con la necesidad de alcanzar altas tasas de crecimiento económico y adecuados niveles de empleo.
El Estatuto describió las contingencias que cubriría el sistema, estableciendo como regímenes básicos los de medicina social, pensiones, asignaciones familiares, subsidios por interrupción temporal del trabajo, indemnizaciones por retiro, crédito social, bienestar social, prestaciones asistenciales y beneficios de adscripción voluntaria. Si bien las proposiciones contenidas en este Estatuto no se transformaron en norma legal, tuvieron el mérito de formar conciencia sobre la necesidad de los cambios que posteriormente se implantarían
El aparato productivo empieza a adoptar sus decisiones en función de un mercado emergente en el que cada vez con mayor intensidad se concentran las decisiones en las personas. En este marco se producen en1980 las reformas a los regímenes de pensiones y de salud, en cuya estructuración se incluye cambios que habrán de innovar profundamente el enfoque sobre el rol tradicionalmente asignado a la seguridad social.
Así, mediante la publicación del Decreto Ley N.º 3.500, en noviembre de dicho año, nace el nuevo sistema de pensiones basado en un régimen de capitalización individual, que faculta a sociedades privadas para participar en la administración de los Fondos de Pensiones en un esquema de libre competencia.  Los fondos deben ser invertidos en las instituciones e instrumentos del mercado de capitales expresamente indicados por ley.

### Pilares del sistema de pensiones
En el caso chileno, el sistema de pensiones está organizado en torno a un esquema de tres pilares básicos. A través de estos componentes, se busca por un lado garantizar que las personas tengan un estándar de vida similar entre la etapa laboral activa y el período de jubilación y por otro, se busca eliminar la incidencia de pobreza en la tercera edad o en caso de invalidez.
El Sistema de Pensiones está conformado por tres pilares, el solidario, el contributivo obligatorio de capitalización individual y el contributivo voluntario.
- El pilar solidario, financia a aquellos que pertenecen al 60% con menos ingresos, que no han realizado contribuciones al segundo pilar obligatorio, lo que corresponde a una pensión no contributiva, la pensión básica solidaria (PBS). También complementa las pensiones de quienes han participado del mercado laboral formal pero en forma intermitente y/o por salarios relativamente bajos, es complemento a la pensión contributiva, el aporte previsional solidario (APS).

Este sistema integrado responde mejor a las necesidades de una población como la de Chile, entregando beneficios más adecuados para prevenir la pobreza en estas situaciones de vulnerabilidad.
- El pilar contributivo obligatorio es un esquema único nacional de capitalización financiera en cuentas individuales administradas por empresas privadas de giro único, las Administradoras de Fondos de Pensiones (AFP)

Se trata de un esquema de contribución definida, es decir, donde la tasa de aporte se mantiene constante y los beneficios se calculan utilizando fórmulas actuariales en función del saldo acumulado por cada individuo al momento de retiro.
- El pilar contributivo voluntario el cual como su nombre lo indica complementa el ahorro obligatorio realizado a través del sistema de AFP,  para ello existen incentivos tributarios a las personas que realicen aportes voluntarios a través de una serie de instrumentos financieros: cuentas de ahorro previsional voluntario administradas por las propias AFP, fondos mutuos, productos de seguro de vida con ahorro, entre otros. El esquema está diseñado de manera tal que los ahorros destinados a estos productos se encuentran exentos de impuesto a la renta en aquellos años en que los depósitos son realizados. Los intereses generados por estos ahorros también están exentos de impuestos pero las pensiones financiadas con estos recursos son consideradas como ingreso para efecto de este tipo de impuesto. Los individuos pueden retirar sus ahorros voluntarios antes de jubilarse, pero pagando los impuestos correspondientes y un castigo por retiro anticipado.

## La reforma previsional
La Reforma Previsional fue el plan social más importante del primer gobierno de la Presidenta Michelle Bachelet,[cita requerida] se origina a través de la Ley Nº20.255 y crea un Pilar Solidario.

### Objetivo
Busca mejorar el sistema de capitalización individual e incentivar las cotizaciones voluntarias para la futura pensión más allá de lo que exige la ley. Las principales fuentes de financiamiento de la nueva reforma son:
- Recursos provenientes del Fondo de Reserva de Pensiones.
- Recursos provenientes de reasignaciones, eficiencia del gasto y del crecimiento económico.
- Liberación de recursos por la disminución de los compromisos que mantiene el Estado con el sistema de pensiones antiguo. Esto es, disminución del déficit del sistema previsional antiguo y de los intereses devengados de los bonos de reconocimiento.

### Sistema de pensiones solidarias
Comenzó a implementarse en julio de 2008: beneficiando aproximadamente a 610 mil personas durante su primer año de vigencia.  A partir de octubre de 2008, se inició una nueva fase sostenida en un Pilar Voluntario.
Subsidio para Trabajadores Jóvenes, el Ahorro Previsional Voluntario Colectivo y la Afiliación Voluntaria para trabajadores Independientes entre otros.
La Reforma recoge las principales falencias del sistema antiguo: la baja cobertura, una baja calidad en los beneficios y efectos fiscales negativos.
Intenta consagrar los Derechos Sociales con un sistema basado en la solidaridad y la equidad, fortalecer el rol público del Estado y perfeccionar la industria de las AFP.[cita requerida]

### Beneficios de la ley 20.255
- Bono por hijo.[11]
- Aporte previsional solidario de vejez.[12]
- Aporte previsional solidario de invalidez.[13]
- Pensión básica solidaria de vejez.[14]
- Subsidio a la cotización.[15]
- Subsidio a la contratación.[16]
- Aporte patronal (seguro de invalidez y sobrevivencia).[17]
- Afiliación voluntaria.[18]
- Aporte previsional voluntario colectivo.[19]
- Beneficios de la tributación y bonificación estatal para los APV y APVC.[20]
- Obligatoriedad de cotización de trabajadores independientes.[21]
- Subsidio para Trabajadores Jóvenes, el Ahorro Previsional Voluntario Colectivo y la Afiliación Voluntaria para trabajadores Independientes entre otros.

La Reforma recoge las principales falencias del sistema antiguo: la baja cobertura, una baja calidad en los beneficios y efectos fiscales negativos. Intenta consagrar los Derechos Sociales con un sistema basado en la solidaridad y la equidad, fortalecer el rol público del Estado y perfeccionar la industria de las AFP.

### La afiliación - tipos de trabajadores
La afiliación es la relación jurídica entre un trabajador y el Sistema de Pensiones de Vejez, Invalidez y Sobrevivencia que origina los derechos y obligaciones que la ley establece, en especial, el derecho a las prestaciones y la obligación de cotización.
La afiliación al Sistema es única y permanente. Subsiste durante toda la vida del afiliado, ya sea que se mantenga o no en actividad, que ejerza una o varias actividades simultáneas o sucesivas, o que cambie de Institución dentro del Sistema.
La afiliación al sistema puede ser efectuada mediante el formulario Solicitud de Incorporación en la AFP. Si la persona que desea abrir una cuenta de capitalización individual voluntaria, ya se encontraba afiliado a una Administradora por haber sido trabajador dependiente o independiente, la primera cotización como afiliados voluntarios determina la apertura y mantención de las cuentas de capitalización individual voluntarias.
Artículo 2°.- El inicio de la labor del trabajador no afiliado genera la afiliación automática al Sistema y la obligación de cotizar en una Administradora de Fondos de Pensiones, sin perjuicio de lo dispuesto para los afiliados voluntarios.

#### Trabajadores dependientes nuevos
Con esta ley se estableció que el bloque de los afiliados que inicien labores por primera vez, se licita entre las AFP en períodos de 24 meses. La AFP Modelo ganó la segunda licitación con una comisión del 0,77%. Es obligatorio para todos los trabajadores dependientes. En el periodo agosto 2016 - agosto 2018 la ganadora fue AFP Planvital con una comisión del 0,41%.[actualizar] A contar de agosto de 2018, las personas que ingresen al sistema serán asignados a la AFP con la menor comisión. No obstante, podrán traspasarse libremente a otra administradora.

#### Trabajadores dependientes antiguos
Para optar por el Sistema Previsional del D.L. 3.500, debe suscribir el formulario Solicitud de Incorporación en la AFP seleccionada a través de la página web de esta, en una de sus agencias o a través de un representante de la AFP.

#### Trabajadores independientes
El trabajador que recibe ingresos por concepto de honorarios y se afilia al ISL o a una Mutual deberá cotizar para pensiones en su AFP, pudiendo hacerlo mensualmente.
Los trabajadores independientes pueden afiliarse en forma voluntaria.
Los beneficios que actualmente contempla el sistema de pensiones y a los cuales todos sus afiliados tienen derecho, cumpliendo con los requisitos que prescribe la ley, son los siguientes:
- Pensiones de Vejez, (Art.N° 3, DL 3500) para los afiliados que cumplan la edad legal de retiro, 65 años los hombres y 60 años las mujeres.
- Pensiones de Invalidez, (Art.N° 4. DL 3500) es una pensión anticipada
- Pensiones de Sobrevivencia, (Art.N° 5.DL 3500) es una pensión anticipada.

Estos tipos de pensiones pueden solicitarse bajo alguna de las siguientes modalidades:
- Retiro Programado
- Renta Vitalicia Inmediata
- Renta Temporal con Renta Vitalicia Diferida
- Renta Vitalicia Inmediata con Retiro Programado

Tipos de cuentas:
- Cuenta de capitalización individual
- Cuenta de Ahorro Voluntario
- Cuenta de Ahorro de Indemnización
- La Cotización adicional o comisión por depósito de cotizaciones[31]
- Depósitos Convenidos
- La Cotización por trabajo pesado

### Órgano controlador de la AFP
La Superintendencia de Pensiones es el organismo Contralor que representa al Estado al interior del sistema chileno de pensiones. Se trata de una entidad autónoma, cuya autoridad máxima es el Superintendente. Se relaciona con el Gobierno a través del Ministerio del Trabajo Y Previsión Social, por intermedio de la Subsecretaría de Previsión Social. Fue creada por la Ley N°20.255 como sucesora legal de la Superintendencia de Administradora de Fondos de Pensiones, creada anteriormente por el Decreto Ley N°3.500 de 1980. Se rige por un estatuto orgánico contenido en el Decreto con Fuerza de ley N°101 de 1980, del Ministerio del Trabajo Previsión Social.

#### Misión institucional
1. Corresponde cautelar que los beneficios y las prestaciones del sistema de pensiones, tanto solidario como contributivo, y del seguro de cesantía sean entregadas en tiempo y forma a sus beneficiarios.
2. Velar por la seguridad de los ahorros previsionales para la vejez, invalidez, sobrevivencia y por los ahorros de cesantía que pertenecen a los trabajadores y pensionados chilenos y con este mismo propósito promover el desarrollo y perfeccionamiento del sistema de pensiones de capitalización individual y seguros de cesantía vigentes en Chile.
3. Resguardar los fondos de pensiones y de seguro de cesantía a través de la generación de un marco normativo adecuado y de una fiscalización constructiva que ayude a aumentar la confianza de los usuarios en el Sistema de Pensiones y de Seguros de Cesantía.

Entonces podemos decir que su principal objetivo es dar garantía en los casos siguientes:
a) En los montos del Fondo de Pensión en caso de cesación de pagos o quiebra de una AFP.
b) En la pensión mínima en los casos que los montos de la cuenta no alcancen o los fondos se agoten. Esta pensión mínima cubre las pensiones de vejez, invalidez y sobrevivencia.
La materialización de esta misión pasa por tres políticas fundamentales:
En primer lugar a los beneficiarios del sistema de pensiones solidarias y a los afiliados de los sistemas de pensiones y del seguro de cesantía, sean estos cotizantes o pensionados, la política institucional está dirigida al tratamiento oportuno y adecuado de sus solicitudes de beneficios, al resguardo de sus fondos y la solución expedita de los problemas e inquietudes que se puedan presentar, así como también resguardar las garantías estatales comprometidas.
En lo que concierne a las administradoras de pensiones, establece que la política correcta debe incluir la generación de un marco regulador apropiado y el desarrollo de una fiscalización constructiva, que tienda a una adecuada rentabilidad y seguridad de los fondos y al pago oportuno de los beneficios consignados en la ley.
Por último y al fin de conseguir el objetivo de la promoción, la Superintendencia pone a disposición del público un flujo de información que permita difundir las características y beneficios de los sistemas de pensiones como del seguro de cesantía, para acercarlo a los trabajadores y pensionados chilenos.
Además de ser un órgano controlador, deberá:
1. Velar para que las instituciones fiscalizadas, cumplan con las leyes y reglamentos que las rigen y con las instrucciones que la Superintendencia remita.
2. Dictar normas e impartir instrucciones de carácter general en el ámbito de su competencia.
3. Interpretar administrativamente, en materias de su competencia, las leyes reglamentos y demás normas que rigen a las personas o entidades fiscalizadas.
4. Aplicar sanciones a sus fiscalizados por las infracciones a las disposiciones legales o reglamentarias.
5. Efectuar los estudios técnicos y actuales necesarios para el ejercicio de sus atribuciones.
6. Velar por el cumplimiento de la legislación en lo relativo al proceso de calificación de invalidez, tanto para los afiliados al sistema de pensiones de capitalización individual, como para los beneficiarios del sistema de pensiones solidarias de invalidez.
7. Fiscalizar el funcionamiento de las administradoras en sus aspectos jurídicos, administrativos y financieros.
8. Velar por el cumplimiento de los requisitos de capital mínimo y encaje por parte de las administradoras.
9. Coordinarse con las instituciones que sean competentes en materias de fiscalización de la declaración y pago de las cotizaciones previsionales del DL N° 3.500 de 1980.
10. Imponer multas y disponer, cuando corresponda la disolución de las administradoras de acuerdo a lo establecido en la ley.
11. Fiscalizar al instituto de previsión social, respecto de los regímenes de prestaciones de las cajas de previsión y del servicio de seguro social, que este administre, con excepción a aquellas referidas a la ley N° 16.744.
12. Asesorar al Ministerio del Trabajo y Previsión Social en la celebración y ejecución de convenios internacionales relativos a materias de previsión social, actuando como organismo de enlace de los mismos.
13. Autorizar el inicio de operaciones de la sociedad administradora de fondos de cesantía.
14. Supervigilar, controlar y fiscalizar a la sociedad administradora de fondos de cesantía.
15. Imponer sanciones a la Sociedad administradora de fondos de cesantía, declarar infracción grave de las obligaciones de aquella o su insolvencia cuando corresponda de acuerdo a la ley, en estos dos últimos casos, nombrar un administrador provisional de dicha sociedad.
16. Proponer reformar legales y reglamentarias orientadas a perfeccionar el funcionamiento del sistema de pensiones y de cesantía.

## Modificaciones
La ley de reforma previsional ha sido modificada por las siguientes leyes:
- Ley N.º 20.366 de 2009[2]
- Ley N.º 20.459 de 2010[3]
- Ley N.º 20.531 de 2011[4]